# Deadnaming
Deadnaming – użycie imienia nadanego przy urodzeniu lub innego poprzedniego imienia (które jest „martwe” – ang. dead) osoby transpłciowej lub niebinarnej bez jej zgody. Deadnaming może być przypadkowy; jednak może być transfobicznie użyty do celowego odrzucenia lub zaprzeczenia tożsamości płciowej danej osoby. Deadnaming jest uznawany za krzywdzący i obraźliwy, a także za formę przemocy.